# 2015, Inc.

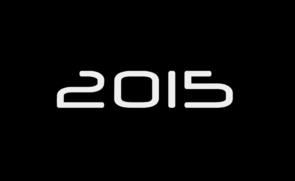
Imagem do logotipo da empresa

2015 é uma empresa de desenvolvimento de jogos de computador, fundada 1997 pelo atual CEO Tom Kudirka. 
Atualmente é sediada em Tulsa, Oklahoma.
A empresa contribuiu para o desenvolvimento do jogo Medal of Honor: Allied Assault.